# سوبک‌امساف یکم
سِخِم‌رع شِدتاوی سوبک‌اِمساف یکم (به انگلیسی: Sekhemre Shedtawy Sobekemsaf) فرعونی در دودمان هفدهم مصر باستان است که در دوره دوم میانی فرمانروایی می‌کرد. نام تاجی او "سخم‌رع شدتاوی" به معنای «رع نیرومند است، او که نجات دهنده دو سرزمین است» می‌باشد.
دیدگاه غالب در میان مصرشناسان اکنون این است که سوبکم‌سف یکم پدر هر دو شاه اینتف ششم و اینتف هفتم بوده‌است. شاهد بر این دیدگاه سنگ‌نوشته‌ای بر روی بقایای معبدی مربوط به دودمان هفدهم در جبل انتف است که در هنگام اینتف هفتم ساخته شده بوده. این سنگ‌نبشته سخن از کسی به نام سوبک‌[سف] می‌زند که پدر اینتف هفتم بوده.

## آرامگاه
هرم-آرامگاه سوبک‌امساف یکم در تبس بوده‌است. به گفته جیمز برستد این هرم تا میانه‌های ده ۱۹۳۰ میلادی هنوز تشخیص پذیر بود. احتمال دارد که خود گور در سال ۱۹۲۷ توسط مردم محلی مورد دستبرد قرار گرفته باشد.
این در حالی است که دو پاپیروس ابوت و لئوپولد-امهرست، که به سال ۱۶ام فرمانروایی رامسس دوم بر می‌گردند، خبر از دزدی از گور سوبک‌امساف یکم در آن هنگام می‌کنند. شرح دستگیری دزدان و اعتراف آن‌ها به این کار و دادگاهی شدنشان در پاپیروس لئوپولد-امهرست آمده است. این متن می‌نویسد که آمنپ‌نوفر نامی پسر آن‌هرناخته که سنگ‌تراشی در معبد آمون رع بود در دام "عادت دزدی از گور [اشراف در غرب تبس] افتاده و سنگ‌تراشی به نام هپی‌ور یاریش می‌کرده،" و به دزدی از گور سوبک‌امساف یکم و شش اشراف‌زاده‌ی دیگر در سال ۱۳ام فرمانروایی رامسس دوم اعتراف می‌کند. آمنپ‌نوفر اعتراف می‌کند که آن‌ها
... به دزدی از گورها رفتند... و هرم [شاه] سخم‌رع شدتووی، پسر رع سوبک‌امساف، را یافتند که این آخری به هیچ روی همانند گور دیگر اشرافی که آن‌ها پیشتر به آن‌ها رفته بودند نبود.
به احتمال قوی برای حکم آمنپ‌نوفر شدیدترین مجازات در مصر باستان درخواست شده؛ مجازاتی که می‌بایست چهارمیل کردن بوده باشد و تنها برای گناه‌های بسیار بزرگ و نابخشودنی مورد استفاده قرار می‌گرفته.